# Hoszów

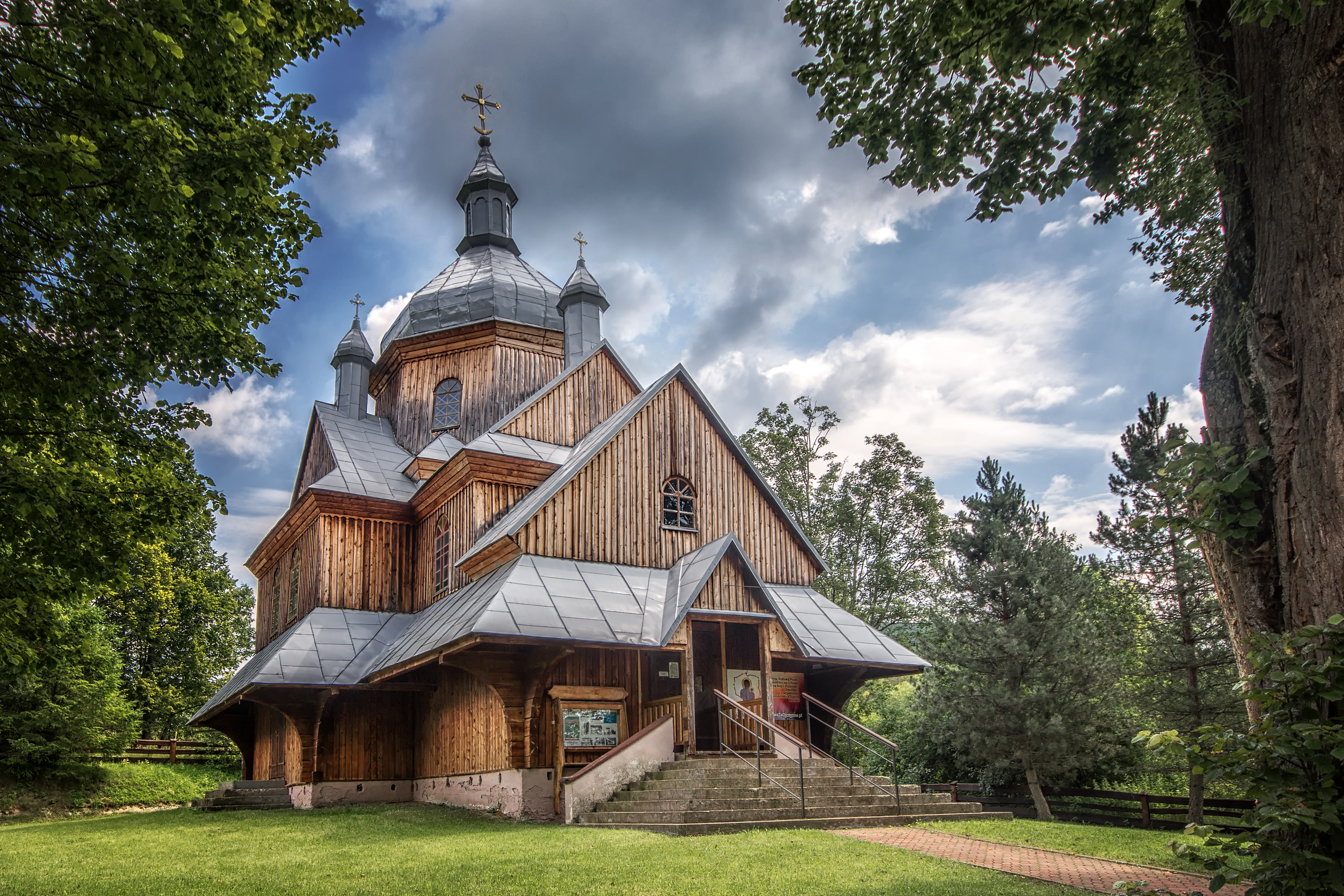
L'église catholique grecque de Hoszów. Juin 2020.

Hoszów est une ville située dans la gmina d'Ustrzyki Dolne, dans le powiat Bieszczadzki, dans la voïvodie des Basses-Carpates, en Pologne. Entre 1975 et 1998, la ville appartenait administrativement à la province de Krosno. La ville est située dans une région boisée et vit essentiellement des activités forestières. 

## Histoire
En août 1769, à proximité de Hoszów, s'est déroulée une bataille entre la Confédération de Bar et les forces armées impériales russes commandées par le général Iwan Drewicz. Franciszek Pułaski, cousin du général Kazimierz Pułaski et partisan de la Confédération de Bar, est mortellement blessé, sa dépouille sera portée au château de Lesko (pl), dans le powiat du même nom.

## Géographie

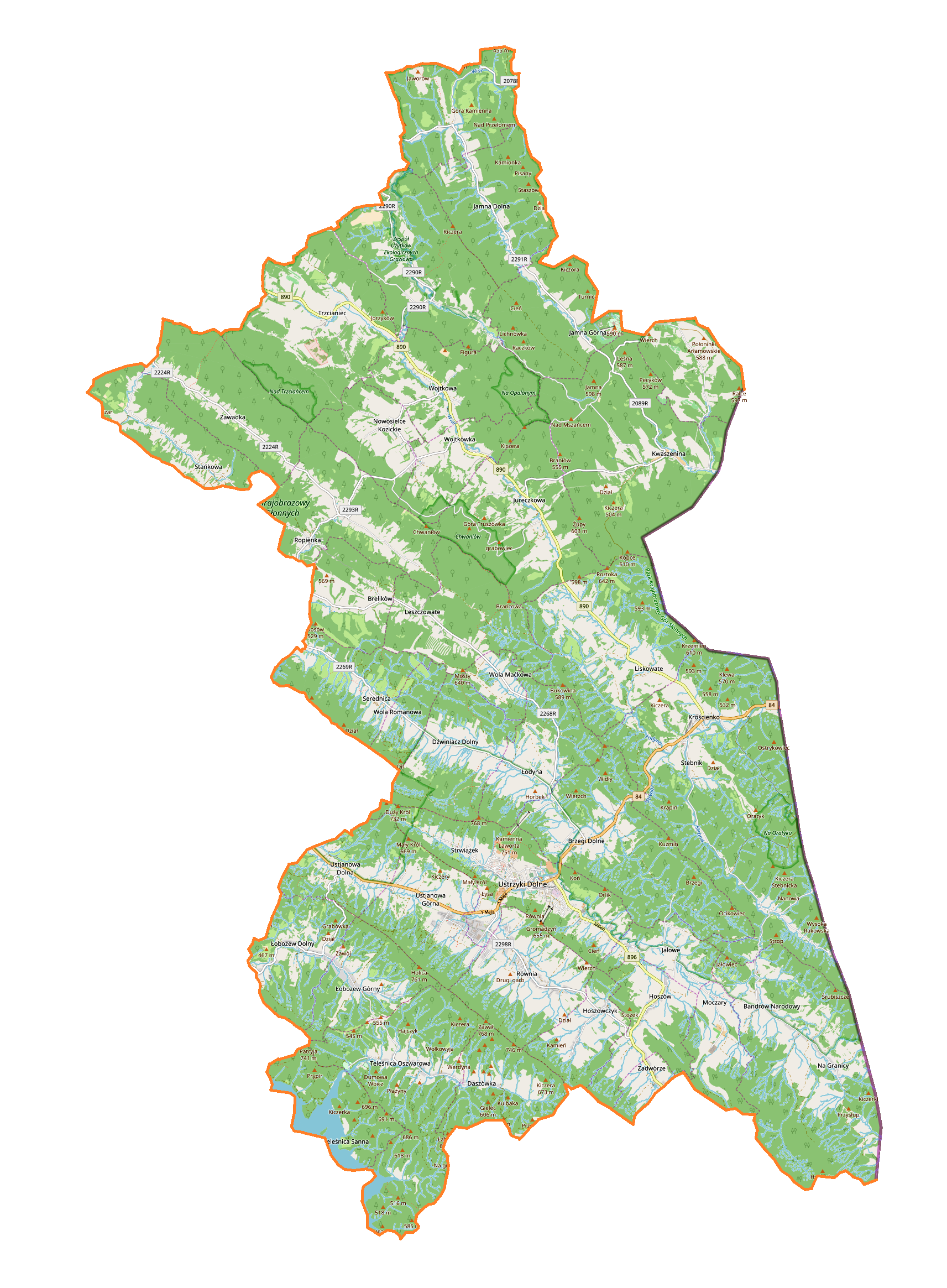
Carte de la gmina d'Ustrzyki Dolne.